# Аэродром авиационного завода в Филях
Аэродро́м авиацио́нного заво́да в Филя́х — бывший испытательный аэродром в Москве, располагавшийся на территории нынешнего района Филёвский парк, на изгибе Москвы-реки. Обслуживал расположенный рядом авиационный завод (нынешний ГКНПЦ им. Хруничева) и работавшие при нём ОКБ. Ликвидирован в 1970-е годы в связи с перепрофилированием завода на космическую отрасль, после чего южная часть территории аэродрома была застроена новыми корпусами завода, а на северной был возведён жилой микрорайон Филёвская пойма.

## История
В 1923 году расположенный на Филёвской пойме бывший завод Руссо-Балт был на 30 лет передан в концессию немецкой авиастроительной фирме «Junkers» для строительства цельнометаллических самолётов и моторов к ним. Именно тогда расположенное рядом поле стало использоваться для взлётов и посадок. До 1925 года было построено 50 самолётов Junkers Ju 20 и 100 самолётов Junkers Ju 21, но в 1927 году договор был расторгнут советским правительством в связи с невыполнением компанией «Junkers» условий концессии. Согласно постановлению Совета Труда и Обороны СССР корпуса и инфраструктура завода были переданы новообразованному Авиационному заводу № 7, затем переименованному в Авиазавод № 22 имени 10-летия Октября. На заводе было налажено производство самолётов-разведчиков Р-3, Р-6, истребителей И-4, бомбардировщиков ТБ-1, ТБ-3, ДБ-А, СБ, Пе-2 и пассажирских самолётов АНТ-9 и АНТ-35.
Полностью оборудованный аэродром для нужд завода был введён в эксплуатацию в 1929 году. Осенью 1941 года в связи в наступлением немецких войск завод № 22 был эвакуирован в Казань, но в том же году на его территории был образован авиационный завод № 23, который производил дальние бомбардировщики Ил-4 и Ту-2.
После войны, в 1947—1949 годах, параллельно с производством Ту-2 велась разработка экспериментального реактивного бомбардировщика Ту-12. В 1949 году было налажено производство стратегических бомбардировщиков Ту-4, которые также взлетали с полосы Филёвского аэродрома. В 1951 году при заводе было создано ОКБ-23, возглавленное авиаконструктором В. М. Мясищевым. Целью новосозданного конструкторского бюро была разработка межконтинентального бомбардировщика. Результатом работы стали самолёты М-4, 3М и М-50. Поскольку ВПП аэродрома была для них слишком короткой, первые опытные машины перевозили на аэродром ЛИИ им. Громова автотранспортом в расстыкованном виде, что было трудоёмко и долго. Поэтому по предложению лётчика-испытателя Б. К. Галицкого самолёты стали перегонять своим ходом, предварительно их облегчив (на машины устанавливались только самые необходимые агрегаты, а топливо заливалось на несколько минут полёта, достаточных, чтобы долететь до Жуковского). Первый М-4 перелетел из Филей в Жуковский 16 декабря 1954 года.
В 1959 году ОКБ-23 было перепрофилировано на разработку ракетно-космической техники, в связи с чем работа над авиационными проектами была прекращена (однако, на заводе, получившем в 1961 году имя М. В. Хруничева, было параллельно налажено производство вертолётов Ми-6 и Ми-8). Необходимость в полноценном аэродроме стала отпадать, в 1970-е годы он уже практически не использовался. К концу 1970-х началась застройка аэродромной территории. На южной части аэродрома были воздвигнуты новые корпуса завода им. Хруничева, на северной в начале 1980-х был построен жилой микрорайон Филёвская пойма, одна из улиц которого была в 2003 году названа в честь В. М. Мясищева.